# Богоносец
Богоносец (богонос, богоноша; др.-греч. — Θεοφόρος) — человек носящий в себе Бога, непосредственно выражающий идею Бога и выполняющий великую религиозную миссию. Ранее на Руси богоносцами также называли тех верующих, кто носит иконы на Святой неделе и в крестных ходах или же собирающих подаяние на церковь с иконою на груди.

## Исторические богоносцы

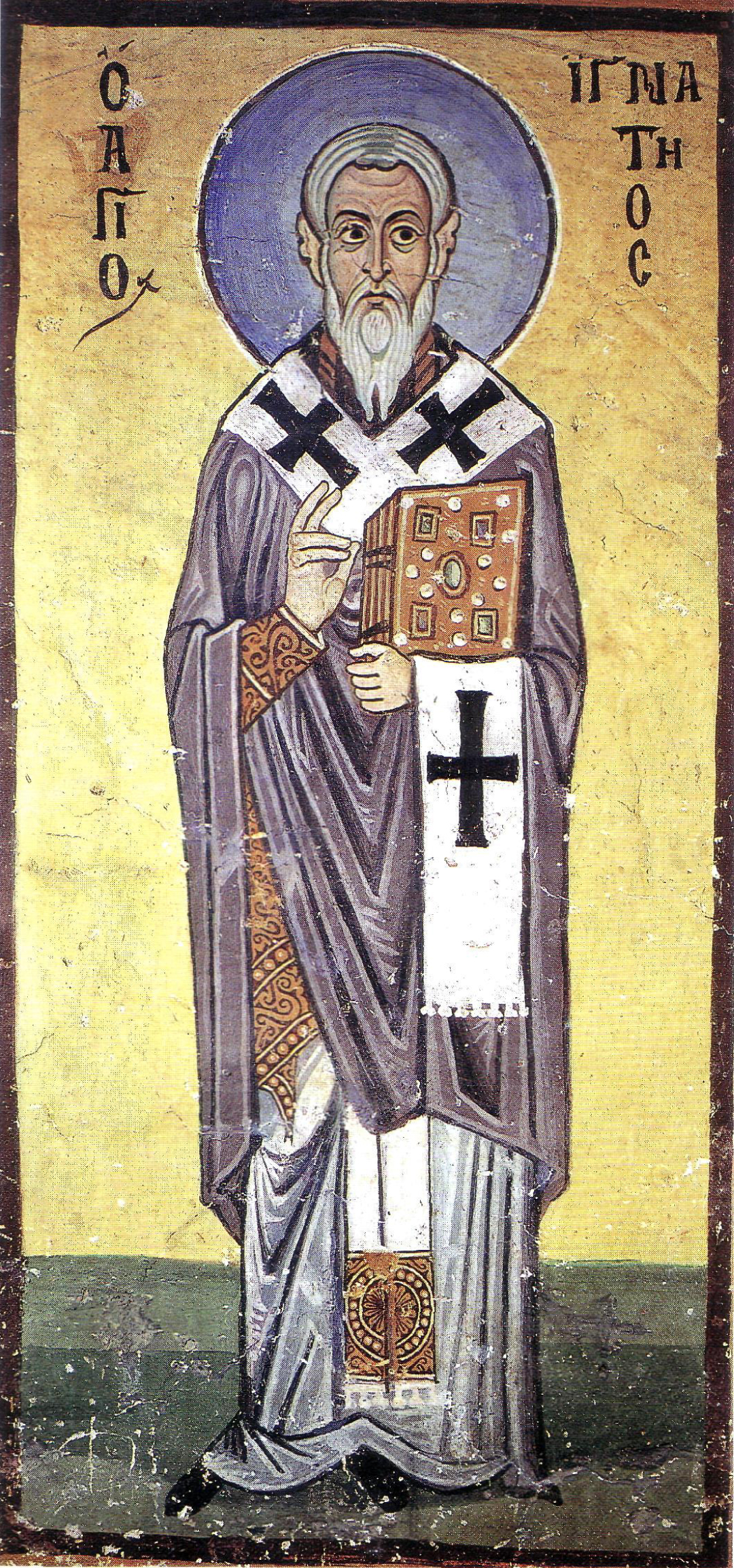
Ιγνάτιος ο Θεοφόρος, Игнатий Антиохийский

Игнатий Богоносец — священномученик Древней Церкви, третий епископ Антиохийский после апостола Петра и Евода, ученик Иоанна Богослова. Сведений о его жизни и епископской деятельности практически не сохранилось. Носил прозвище «Богоносец», которое встречается и в его посланиях (например, пролог к ефесянам, к магнезийцам). По легенде, приводимой Симеоном Метафрастом, Игнатий — это то самое дитя, которое некогда Иисус взял на руки и, обращаясь к ученикам, сказал: «Если не уподобитесь этому дитяти, то не войдёте в Царствие Божие»; отсюда и его прозвание — Богоносец.
В энциклопедии Брокгауза и Эфрона говорится, что также слово богоносец:

…употребляется как почетное наименование в приложении к святым отцам вообще; в частности, оно усвояется святому Игнатию, епископу Антиохийскому, по преимуществу, и он обыкновенно называется: Игнатий Богоносец. Он сам в своих посланиях говорит, что носит в себе Христа и в этом смысле называет себя Θεοφόρος. Другие же переносят ударение на предпоследний слог Θεόφορος (носимый Богом) и видят здесь намек на сказание, что св. Игнатий и был тот ребенок, которого Иисус Христос взял на руки и показал своим ученикам как образец смирения и простосердечия (Матф. XVIII, 2—4, Марк. IX, 36). Ср. Ph. Schaff, «Geschichte d. alten Kirche».

## Народ-богоносец
В некоторых мистических и славянофильских теориях зачастую употребляется также как эпитет русского народа. Бердяев даже выводит этот эпитет в качестве названия своей книги «Русский народ. Богоносец или хам?».
Фёдор Достоевский описывает русскую цивилизацию как базирующуюся на глубоком православном понимании христианства, а русский народ — как народ-богоносец, имеющий особое призвание, заключающееся в том, чтобы указать человечеству религиозный путь к спасению и возглавить его на этом пути. Один из героев его романа «Бесы» — Иван Шатов, которому, как утверждают современники, Достоевский вкладывал в уста свои собственные идеи, говорит:

— Знаете ли вы, — начал он почти грозно, принагнувшись вперед на стуле, сверкая взглядом и подняв перст правой руки вверх пред собою (очевидно, не примечая этого сам), — знаете ли вы, кто теперь на всей земле единственный народ-«богоносец», грядущий обновить и спасти мир именем нового бога и кому единому даны ключи жизни и нового слова… Знаете ли вы, кто этот народ и как ему имя?
— Ф. М. Достоевский. Бесы, Часть 2, Глава 1

...Истинный великий народ никогда не может примириться со второстепенною ролью в человечестве или даже с первостепенною, а непременно и исключительно с первою. Кто теряет эту веру, тот уже не народ. Но истина одна, а стало быть, только единый из народов и может иметь бога истинного, хотя бы остальные народы и имели своих особых и великих богов. Единый народ-«богоносец» — это русский народ, и… и… и неужели, неужели вы меня почитаете за такого дурака, Ставрогин, — неистово возопил он вдруг, — который уж и различить не умеет, что слова его в эту минуту или старая, дряхлая дребедень, перемолотая на всех московских славянофильских мельницах, или совершенно новое слово, последнее слово, единственное слово обновления и воскресения, и… и какое мне дело до вашего смеха в эту минуту!
— Ф. М. Достоевский. Бесы, Часть 2, Глава 1
Аналогичные мысли озвучивает герой его романа «Братья Карамазовы» старец Зосима:

От народа спасение Руси. Русский же монастырь искони был с народом. Если же народ в уединении, то и мы в уединении. Народ верит по-нашему, а неверующий деятель у нас в России ничего не сделает, даже будь он искренен сердцем и умом гениален. Это помните. Народ встретит атеиста и поборет его, и станет единая православная Русь. Берегите же народ и оберегайте сердце его. В тишине воспитайте его. Вот ваш иноческий подвиг, ибо сей народ — богоносец.
— Ф. М. Достоевский. Братья Карамазовы , Книга VI, Глава III
Русский публицист Михаил Михайлович Гаккебуш в 1921 году в книге «На реках Вавилонских: заметки беженца» употребляет это эпитет в критическом ключе. Так он писал:

В 1917 году мужик снял маску… «Богоносец» выявил свои политические идеалы: он не признает никакой власти, не желает платить податей и не согласен давать рекрутов. остальное его не касается.

Ученый-богослов Иван Артоболевский был обвинён в том, что в кругу своих единомышленников говорил:

Никогда ещё в истории так не страдал наш русский народ, как сейчас. Но что делать? Наш русский народ — православный богоносец. Придет время, он покажет свою силу и свергнет безбожное иго силой Божией!